# Manifattura di porcellane Zsolnay

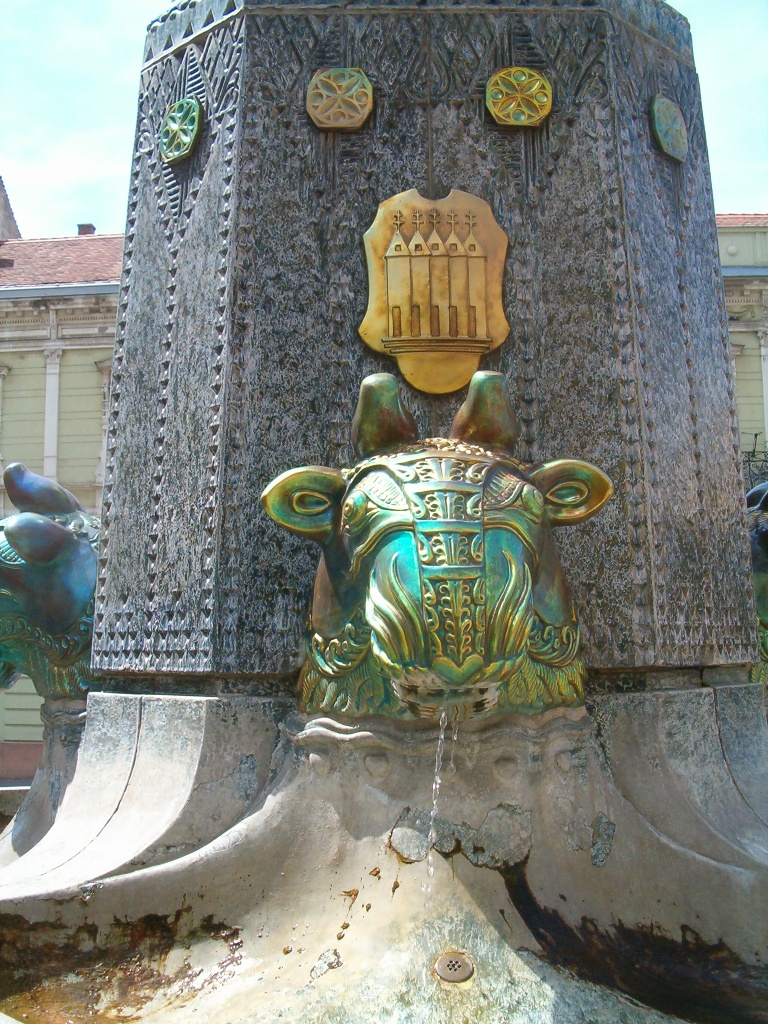
Pozzo eosino di Zsolnay.

La manifattura di porcellane Zsolnay (in ungherese Zsolnay porcelánmanufaktúra), è una storica e prestigiosa società industriale ungherese della città di Pécs, per la produzione di porcellane, piastrelle e ceramiche. Fondata nel 1853 dal padre di Vilmos Zsolnay, quest'ultimo ne assumerà la direzione dieci anni dopo.
Nella fabbrica ha oggi sede un museo che espone la storia e le opere dell'attività.

## Opere della manifattura Zsolnay
Alcuni lavori della manifattura Zsolnay nelle grandi committenze:
- a Pécs, il Palazzo delle Poste e il monumento omonimo in piazza Széchenyi (1912);
- a Budapest, il Parlamento ungherese, il Museo d'arte applicata, la Chiesa di Mattia, l'Istituto Geologico, il Giardino Municipale, i Bagni Gellért e il Mercato Centrale;
- a Kecskemét, il Municipio, e il Palazzo di Cifra.

## Opere della manifattura Zsolnay esposte in musei
Una lista di musei che espongono manufatti della Zsolnay:
- Museo internazionale delle ceramiche in Faenza;
- Museo d'arte applicata;
- Museo Zsolnay, collezione storica della fabbrica all'interno della sede ufficiale.